# Frederick Dalrymple-Hamilton
Frederick Hew George Dalrymple-Hamilton (Bargany, 27 marzo 1890 – Bargany, 26 dicembre 1974) è stato un ammiraglio britannico, ufficiale della Royal Navy durante il periodo della seconda guerra mondiale.

## Biografia
Nato nel villaggio di Bargany nell'allora burgh di Girvan in Scozia in una famiglia nobile di tradizioni militari, Dalrymple-Hamilton entrò nella Royal Navy nel gennaio 1905 e dopo gli studi al Britannia Royal Naval College ottenne il grado di sottotenente nell'aprile 1910 e di tenente nell'ottobre 1911. Durante la prima guerra mondiale prestò servizio nelle acque europee, venendo promosso a tenente comandante nell'agosto 1919 e quindi a comandante nel dicembre 1924; dopo gli studi al Royal Naval College di Greenwich, dall'agosto 1926 svolse incarichi presso l'Ammiragliato di Londra. Dopo un incarico a bordo dell'incrociatore pesante HMS Effingham nelle Indie orientali, fu promosso capitano nel dicembre 1931 per poi svolgere incarichi a terra nelle basi di Devonport e Portsmouth. Nell'ottobre 1933 ottenne infine il suo primo comando, quello della 4th Destroyer Flotilla della Mediterranean Fleet con insegna sul cacciatorpediniere HMS Keith, che tenne fino al febbraio 1936; in seguito, passò a comandare il Britannia Royal Naval College dal dicembre 1936 all'agosto 1939.
Dopo lo scoppio della seconda guerra mondiale, nel novembre 1939 Dalrymple-Hamilton ottenne il comando della nave da battaglia HMS Rodney in forza alla Home Fleet, con la quale prese parte alle prime fasi della successiva campagna di Norvegia nell'aprile 1940. Tra il 24 e il 27 maggio 1941 Dalrymple-Hamilton guidò la Rodney in Atlantico durante gli eventi della "caccia alla Bismarck", partecipando alla battaglia finale che portò all'affondamento dell'unità tedesca; per questa azione fu insignito nell'ottobre seguente dell'onorificenza di compagno cavaliere dell'Ordine del Bagno. Lasciato il comando della Rodney nel luglio 1941 dopo la promozione a retroammiraglio, svolse alcuni incarichi a terra in patria prima di assumere, nel settembre seguente, a Reykjavik il comando delle forze navali britanniche dislocate in Islanda; richiamato nel Regno Unito un anno più tardi, divenne segretario del Primo lord dell'ammiragliato, incarico che mantenne fino al febbraio 1944.
Dal marzo 1944 Dalrymple-Hamilton divenne comandante del 10th Cruiser Squadron e vicecomandante della Home Fleet, con insegna sull'incrociatore leggero HMS Belfast; promosso viceammiraglio nel giugno 1944, partecipò alle operazioni navali precedenti e successive allo sbarco in Normandia e lungo le coste della Francia, azioni per le quali ottenne una menzione nei dispacci. Dal 1º aprile 1945 divenne comandante della base navale di Malta e ufficiale comandante per il Mediterraneo centrale, incarico che mantenne anche dopo la fine della guerra per poi diventare, nel luglio 1946, comandante delle forze navali in Scozia e Irlanda del Nord (Flag Officer Scotland and Northern Ireland). Promosso ammiraglio nel gennaio 1948, il suo ultimo incarico fu, dal settembre 1848 al maggio 1950, quello di membro della missione di collegamento militare britannica a Washington negli Stati Uniti d'America. Ritiratosi a vita privata nell'ottobre 1950, morì nella natia Bargany il 26 dicembre 1974 all'età di 84 anni.